# Ataque de drone em Caracas em 2018
Em 4 de Agosto de 2018, dois drones detonaram explosivos perto da Avenida Bolívar, Caracas, onde Nicolás Maduro, Presidente da Venezuela, se dirigia à Guarda Nacional da Venezuela em frente às Torres do Centro Simón Bolívar e ao Palácio de Justiça de Caracas. O governo venezuelano diz que o evento foi uma tentativa de assassinar Maduro, embora as causas e intenções do ataque sejam controversas. Outros sugeriram que o incidente foi uma operação de bandeira falsa arquitetada pelo governo para justificar a repressão da oposição venezuelana.

## Ataque
Dois pequenos drones carregando explosivos foram detonados enquanto Maduro discursava no centro de Caracas, Possivelmente em uma tentativa de assassinar o presidente e outros membros do governo. O ataque ocorreu em um discurso em homenagem ao 81º aniversário da Guarda Nacional Bolivariana. O primeiro drone pairou sobre a Avenida Bolívar, detonando em pleno voo acima de soldados venezuelanos. Foi dito que sete oficiais que participavam da parada se feriram e foram hospitalizados, posteriormente, outras fontes se referiram a oito feridos. Maduro foi imediatamente protegidos por guarda-costas com escudos balísticos. ele, sua esposa Cilia Flores, e o ministro da defesa Vladimir Padrino López, que estavam próximos dele, deixaram o local sem serem feridos.
Segundos depois, se escutou uma segunda explosão e centenas de soldados fugiram do lugar, abandonando o presidente. Logo em seguida a transmissão foi cortada.
Um segundo drone, ainda, colidiu com o conjunto habitacional Don Eduardo, localizado a dois quarteirões de onde Maduro discursava. Jornalistas e moradores compartilharam imagens de fumaça saindo das janelas dos apartamentos momentos após o ocorrido. Uma mulher que mora ali disse que o drone havia colidido em uma das janelas, ferindo uma menina que foi levada ao hospital.
Imagens de vídeo mostram dois drones; um vídeo amador de um drone explodindo, um vídeo mostrando algumas pessoas no local, e um outro vídeo gravado pelo cinegrafista da Telemundo, Cesar Saavedra, que mostra um drone atingindo o conjunto habitacional Don Eduardo.
Muitos membros da imprensa, entre eles repórteres da VIVOplay e da TVVenezuela, foram presos imediatamente, o que preveniu investigações independentes sobre o evento.

## Investigações

### Oficiais

#### Iniciais
Em um pronunciamento televisionado à nação duas horas após o incidente, Maduro declarou que um investigação tinha sido aberta imediatamente e que várias pessoas ligadas ao ataque já haviam sido apreendidas e indiciadas. Onze jornalistas foram detidos durante o ataque e liberado logo depois. Outros seis suspeitos foram inicialmente presos dentro de horas após o incidente, o que logo aumentou para sete. Supostamente, uma dessas pessoas já era conhecida das autoridades pelo seu envolvimento nos protestos de 2014, enquanto outro já tinha um mandado de prisão expedido por ter, aparentemente, feito parte dos ataques ao forte Paramacay.
Maduro também culpou elementos de extrema-direita de agir em conluio com direitistas na Colômbia e, especificamente, o presidente Juan Manuel Santos, de estar por detrás do atentado, o que foi negado por um porta-voz do presidente colombiano. O presidente da Venezuela também sugeriu que imigrantes venezuelanos nos Estado Unidos, principalmente em Miami, na Flórida, de estarem envolvidos.
De acordo com o ministro do interior, Néstor Reverol, apenas dois drones DJI M600 foram utilizados. Apesar disso, o ministro das comunicações, Jorge Rodríguez, afirmou que haviam três drones utilizados durante o ataque, mas que um deles perdeu sinal graças a ação de inibidores de rádio. Depois de uma célere investigação de dois dias, Reverol apresentou os resultados e explicou que os dois drones que ele havia dito que estavam envolvidos estavam carregados com cerca de 1,8 quilogramas de elementos explosivos plásticos C-4, e que um deveria explodir acima da cabeça de Nicolás Maduro e que o outro deveria explodir na frente do presidente. Em uma apresentação, Maduro mostrou resíduos que diz serem provas de que o drone carregava pólvora e chumbo, e que a aeronave que atingiu o edifício estava carregada de C-4 e pólvora.

No dia 6 de agosto de 2018, o procurador-geral da Venezuela, Tarek William Saab, anunciou que os dois indivíduos que supostamente pilotavam os drones tinham sido presos e seriam indiciados com os crimes de traição e homicídio doloso, entre outros.